# Narycia isoxantha
Narycia isoxantha är en fjärilsart som beskrevs av Edward Meyrick 1920. Narycia isoxantha ingår i släktet Narycia och familjen säckspinnare. Inga underarter finns listade i Catalogue of Life.